# Embernagra
Embernagra är ett litet fågelsläkte i familjen tangaror inom ordningen tättingar. Släktet omfattar endast två arter som förekommer dels från sydöstra Bolivia och sydöstra Brasilien till centrala Argentina, dels lokalt i östra Brasilien:
- Pampastangara (E. platensis)
- Serratangara (E. longicauda)

Släktet placerades länge bland fältsparvarna i Emberizidae, men genetiska studier visar att de är tangaror, därav de nuvarande svenska trivialnamnen.